# Francis Romero
Francis Romero es una actriz de teatro, cine, radio y televisión venezolana.

## Biografía
Francis Romero nació en la ciudad de Caracas. Creció en la Urbanización Chacao en compañía de su madre y dos hermanos, Alessandro y Christian.
Aún en quinto año de bachillerato, se inscribió en “La Escuela Nacional de Teatro”, hoy ya desaparecida. Al culminar el liceo su mundo artístico se abrió plenamente y comenzó un recorrido incesante para su formación actoral: se preparó en el “Taller del Actor” del maestro Enrique Porte, luego en 1998 egresó como licenciada en teatro del Instituto Universitario de Teatro (IUDET) actual Universidad Nacional Experimental de las Artes (UNEARTE), donde obtuvo el rango cum laude como Licenciada en Gerencia y Producción Teatral.
Sus inicios en la televisión se dieron en Radio Caracas Televisión (RCTV) donde comenzó a interpretar roles de extra, hasta que poco a poco fue escalando posiciones y obtuvo un papel como figurante en la telenovela “La Dama de Rosa”, de José Ignacio Cabrujas. El primer contrato lo consiguió en el dramático “Caribe”, cuando una actriz del reparto salió embarazada y llamaron a Francis de emergencia para que la sustituyera. Así, su carrera en la televisión venezolana comenzó en 1986 en RCTV, donde trabajó por trece años.
Posteriormente Francis ingresó al canal Venevisión para sumarse al elenco de “Aunque Mal Paguen”, novela del gran escritor Alberto Barrera Tyszka, donde interpreta el enigmático personaje de “Sagrario”.
Igualmente, el séptimo arte ha inmortalizado su imagen en dos cortometrajes “El color de mi hermana”, de Hugo Gerdel, y “Onda Corta”, de Carolina Vila. Además, formó parte de varios largometrajes como: “Operación Billete”, de Olegario Barrera; “Luna Llena”, de Ana Cristina Henríquez; “Disparen a Matar”, de Carlos Azpúrua; y “Móvil Pasional”, de Mauricio Walerstein.
Por otro lado, Francis también es locutora certificada por la Escuela de Comunicación Social de la Universidad Central de Venezuela y Productora Nacional Independiente. Su voz e imagen ha acompañado a varios mensajes publicitarios y radionovelas, así como también ha ocupado la producción y conducción radial.
Conformó el elenco de "Gaz", una versión sobre Las Troyanas (Eurípides) que se mostró en el teatro La Mama Experimental Theatre Club (La MaMa E.T.C.)  en la Ciudad de Nueva York en 1989, dirigida por Elia Schneider.
Desde el año 2002 se desempeña como docente en diversos talleres y diplomados en importantes institutos y universidades, dictando clases en la Fundación del Libro; “Interpretación del texto dramático” en los talleres del Grupo Teatral Delphos (2005); “Actuación” y “Pensamiento y Lenguaje I y II” en la Escuela de Cine y Televisión (ESCINETV); “Iniciación Actoral”, “Actuación para Televisión” y “Dirección Teatral” en el Centro de Formación Continua del Ateneo de Caracas; “Actuación I y II” en el Diplomado Integral de Actuación Nivel I y II, de la Universidad Pedagógica Experimental Libertador (UPEL); “Actuación ” en el Diplomado Integral de Actuación, en la Universidad Central de Venezuela (UCV); “Voz y Dicción” en el Centro Integral de Capacitación CICA; “Apreciación de las Artes Escénicas” en la Facultad de Arquitectura y Urbanismo de la Universidad Central de Venezuela (UCV); y desde el 2018 “Psicología del Personaje”, “Conducción de Programas para TV”, “Doblaje y Acento Neutro”, “Dirección de Actores” y “Producción de Radio” en la Universidad Audiovisual de Venezuela; así como también  “Dirección Teatral” en el Diplomado Fundamentos en las Artes Escénicas y “Producción y Mercadeo Teatral” en el Diplomado Avanzado, ambos en el Centro de Formación para el Teatro ESCÉNICA   del Centro de Artes Integradas de la Universidad Metropolitana (UNIMET) en alianza con la Universidad Católica Andrés Bello (UCAB). Ha sido Acting Coach de varios proyectos, entre ellos del largometraje venezolano “Íntimos Relatos” de José Gregorio Hernández (2017).
Ha sido además actriz de doblaje en las series “Las Reinas del Shopping”; “Guerra de pasteles”; “Historias Fantasmas en la Florida”; “Fronteras Inexploradas”; “Pasión Toscana”, “FBI”, “Color of Duty”, “Martin Morning”, “Urgencia 0”, “The Kitchen”, “Dra. K”; “Isla Paraíso” (Protagonista) y los dibujos animados “The Fox Badger Family”, “Little Bear Brown”, y “Yakarí”, entre otros.
Desde el 2008 se ha dedicado adicionalmente a la dirección y escritura teatral, así como también a la Producción radial.
Francis Romero ganó en 2007 el Premio Municipal de Teatro, a la mejor actriz de reparto por su papel de Mercedes en la obra La Quinta Dayana, escrita por Elio Palencia, y dirigida por Gerardo Blanco López. En la edición 2009, volvió a ganar como mejor actriz de reparto por su papel de la Tía Anyula en la obra "La Nona", escrita por Roberto Cossa, y dirigida por Consuelo Trum.
Obtuvo en el año 2022 el premio como Mejor Actriz de Teatro para la edición 2020-2021 de la Academia Interamericana Gigantes Awards.

## Filmografía

### Cine
| Año  | Título                                  | Rol                            | Director / Directora    | Nota               |
| ---- | --------------------------------------- | ------------------------------ | ----------------------- | ------------------ |
| 2021 | Hambre                                  | Teresa                         | Joanna Cristina Nelson  | Estreno 2024       |
| 2017 | Íntimos Relatos                         | Obstetra (Cameo)               | José Gregorio Hernández | Sin estrenar       |
| 2016 | La noche de las dos lunas               | Pasajera del Funicular (Cameo) | Miguel Ferrari          | Estreno 29/08/2018 |
| 2015 | Ámbar, el color de una familia perfecta | Úrsula                         | José Gregorio Hernández | Estreno 12/01/2018 |
| 2014 | Canción de las sombras                  |                                | Roque Zambrano          | Estreno 17/06/2019 |
| 2008 | Onda corta                              | Fermina                        | Carolina Vila           |                    |
| 2006 | El color de mi hermana                  | Mamá                           | Hugo Gerdel             |                    |
| 1993 | Móvil pasional                          |                                | Mauricio Walerstein     | Estreno 29/01/1994 |
| 1992 | Luna llena                              | Consuelo                       | Ana Cristina Henríquez  | Estreno 25/07/1992 |
| 1990 | Disparen a matar                        | Luisa de Martínez              | Carlos Azpúrua          | Estreno 04/10/1991 |
| 1987 | Operación Billete                       | Adela                          | Olegario Barrera        |                    |

### Televisión
| Año  | Título                     | Rol                | Nota |
| ---- | -------------------------- | ------------------ | --- |
| 2020 | Almas en Pena              | Helena             | Cap. 2 "La Niña de los Ojos de fuego" RCTV Internacional                                                            |
| 2015 | Amor secreto               | Chía               | Venevisión |
| 2013 | Las Bandidas               | Matilde            | 1 Episodio Capítulo 29 RTI Televisión                                                                               |
| 2008 | Isa TKM                    | Severa Rigores     | Nickelodeon Latinoamérica                                                                                           |
| 2007 | Aunque mal paguen          | Sagrario           | Venevisión |
| 2006 | Túkiti, crecí de una       | Benigna            | RCTV |
| 2003 | Archivos del más Allá      | Doctora Acevedo    | Episodio "El Manicomio" Radio Caracas Televisión Ver Anexo:Programas producidos y transmitidos por RCTV             |
| 2002 | La mujer de Judas          |                    | RCTV |
| 2001 | La soberana                | Señora Mijares     | RCTV |
| 2000 | Archivo Criminal           | Aracelys           | Episodio "El monstruo de Yagüapita" Radio Caracas Televisión Ver Anexo:Programas producidos y transmitidos por RCTV |
| 1999 | Archivo Criminal           | Laura              | Episodio "Los Indigentes" Radio Caracas Televisión Ver Anexo:Programas producidos y transmitidos por RCTV           |
| 1999 | Mariú                      | Romelia Bernal     | RCTV |
| 1999 | Secuestro al amanecer      | Alicia Ramírez     | 1 episodio (Unitario) RCTV                                                                                          |
| 1997 | María de los Ángeles       | Anita La Licuadora | RCTV |
| 1996 | Juan y el rey de las latas | Camila Valdez      | 1 episodio (Unitario) RCTV                                                                                          |
| 1996 | Volver a vivir             | Oriana             | RCTV |
| 1995 | Madre María de San José    | Sor                | 1 episodio (Unitario) RCTV                                                                                          |
| 1995 | Los milagros del venerable | Leticia            | RCTV |
| 1995 | Entrega total              | Lucrecia           | RCTV |
| 1994 | De oro puro                | Cecilia Azocar     | RCTV |
| 1992 | Por estas calles           | Zaira Magaly       | RCTV |
| 1991 | La pandilla de los 7       | Casandra - Clarita | Teleserie Infantil RCTV                                                                                             |
| 1991 | Caribe                     | Elvira Contreras   | RCTV |
| 1990 | De mujeres                 | Ingrid             | RCTV |
| 1990 | Pobre diabla               | Francis            | Venezolana de Televisión                                                                                            |
| 1989 | Alondra                    | Regina             | RCTV |
| 1989 | Amanda Sabater             | Caridad            | RCTV |
| 1989 | Alma mía                   | Eléctrica          | RCTV |
| 1988 | Intermezzo de amor         | Olga               | Producciones Generales, S.A. (Progesa)                                                                              |
| 1986 | La dama de rosa            | Sonia              | RCTV |

## Teatro
| Año         | Título                                            | Personaje                           | Autor                                                    | País                    | Nota |
| ----------- | ------------------------------------------------- | ----------------------------------- | -------------------------------------------------------- | ----------------------- | --- |
| 2024        | La otra cara de la luna                           | Doña Rosita la soltera              | Luis Alberto Rosas (Con textos de Federico García Lorca) | Venezuela               | Grupo Rajatabla                                                                                           |
| 2024        | El pelícano                                       | Elisa                               | August Strindberg                                        | Venezuela               | Sala Plural Trasnocho Cultural                                                                            |
| 2023        | ¿Quién se llevó la navidad?                       | Hilaria Tejera                      | Mayling Peña Mejías                                      | Venezuela               | Trasnocho Cultural                                                                                        |
| 2023        | Elisa Lerner 5 Piezas Breves                      | La señora del periódico de la tarde | Elisa Lerner                                             | Venezuela               | Sala Plural Trasnocho Cultural                                                                            |
| 2022        | ¿Quién se llevó la navidad?                       | Hilaria Tejera                      | Mayling Peña Mejías                                      | Venezuela               | Teatrex El Bosque                                                                                         |
| 2022        | Romeo y Julieta                                   | Señora Capuleto                     | William Shakespeare (Versión José Tomás Angola Heredia)  | Venezuela               | Teatro Alexander Von Humboldt (Asociación Cultural Humboldt y Goethe Institut)                            |
| 2022        | El sueño de una noche de verano                   | La Narradora                        | William Shakespeare (Versión Eduardo Casanova)           | Venezuela               | Centro de Artes Integradas de la Universidad Metropolitana (UNIMET)                                       |
| 2021        | Bombarderos sobre Londres                         | Molly Chesterton                    | José Tomás Angola Heredia                                | Venezuela               | Lectura Dramatizada en Streaming                                                                          |
| 2021        | Madres Tóxicas                                    | Todas las madres                    | Luis Alberto Rosas                                       | Venezuela               | Micro Teatral Caracas 1.ª Temporada Urban Cuplé                                                           |
| 2020        | La Viuda                                          | La viuda                            | Indira Páez                                              | Venezuela               | Micro Teatro Venezuela 24va Temporada Urban Cuplé                                                         |
| 2019        | La Yeye                                           | La Yeye                             | Francis Romero                                           | Venezuela               | Micro Teatro Venezuela 20.ª Temporada Urban Cuplé                                                         |
| 2017        | Casamiento                                        | Neysilmar                           | Germán Anzola                                            | Venezuela               | Sala Luisela Díaz del Caracas Theater Club                                                                |
| 2017        | Último Capítulo                                   | La escritora                        | Miren Jalón                                              | Venezuela               | Micro Teatro Venezuela Décima Temporada Urban Cuplé                                                       |
| 2015        | Primero muerta que bañada en sangre               | Rosa/Rebeca                         | Indira Páez                                              | Venezuela               | Teatrex El Hatillo                                                                                        |
| 2015        | Armadas hasta los dientes                         |                                     | Indira Páez                                              | Venezuela               | Micro Teatro Venezuela 4.ª y 5.ª Temporada Sambil                                                         |
| 2014        | Match                                             | Gabriela Villanueva                 | Luis Alberto Rosas                                       | Venezuela               | Micro Teatro Venezuela 1.ª Temporada Urban Cuplé                                                          |
| 2014        | Todo o Nada                                       | La Chepa                            | Marcos Purroy                                            | Venezuela               | Teatro Nacional de Venezuela                                                                              |
| 2014        | Manos Arriba                                      | Ana Ofelia                          | Víctor Hugo Rascón Banda                                 | Venezuela               | Teatro Prémium Los Naranjos                                                                               |
| 2013        | Todo o Nada                                       | La Chepa                            | Marcos Purroy                                            | Venezuela               | Teatrex El Bosque                                                                                         |
| 2012        | Mientras te olvido                                | Ermenegilda                         | Andrés Correa Guatarasma                                 | Venezuela               | Sala P.H. BOD                                                                                             |
| 2012        | La Ensalada                                       | Elena                               | Rafael Guinand Leoncio Martínez                          | Venezuela               | Sala Experimental BOD                                                                                     |
| 2011        | La fea despierta                                  | Selenia                             | Carlos Roa                                               | Venezuela               | Teatro Prémium de Los Naranjos                                                                            |
| 2011        | Brujas                                            | Inés                                | Santiago Moncada (Versión Luis Agustoni)                 | Venezuela               | Teatro Prémium de Los Naranjos                                                                            |
| 2010        | Mi cama tiene 3 lados                             | Ella                                | Mayling Peña Mejías                                      | Venezuela               | Teatrex El Hatillo                                                                                        |
| 2009        | Historias de apartamento                          | Alicia/Leticia                      | Sandra Bruzón Marcela Sánchez                            | Venezuela               | Sala 1 Fundación Centro de Estudios Latinoamericanos Rómulo Gallegos                                      |
| 2008        | La Nona                                           | Anyula                              | Roberto Cossa                                            | Venezuela               | Sala Plural Trasnocho Cultural                                                                            |
| 2008        | La Quinta Dayana                                  | Mamá                                | Elio Palencia                                            | Venezuela               | Sala de Conciertos Ateneo de Caracas                                                                      |
| 2006        | Sagrada Familia                                   | Madre                               | Mayling Peña Mejías                                      | Venezuela               | Sala Horacio Peterson Ateneo de Caracas                                                                   |
| 2006        | Diez novias y diez novios                         | Novia                               | Alberto Barrera                                          | Venezuela               | |
| 2005        | Atra Bilis                                        | Nazaria                             | Laila Ripoll                                             | Venezuela               | Teatro Alberto de Paz y Mateos                                                                            |
| 2004        | Vamos a contar mentiras                           | Julia                               | Alfonso Paso                                             | Venezuela               | Sala 2 Fundación Centro de Estudios Latinoamericanos Rómulo Gallegos                                      |
| 2004        | Anselmo y Gata                                    | Egidia                              | Javier Moreno                                            | Venezuela               | Sala Horacio Peterson Ateneo de Caracas                                                                   |
| 2002 y 2003 | Feliz con mi Barranco                             |                                     | Manuel Mendoza Alejandro Aragón Ana M. Escalona          | Venezuela United States | Sala 2 Fundación Centro de Estudios Latinoamericanos Rómulo Gallegos The Revelation Theater New York City |
| 2002        | La empresa perdona un momento de locura           | Psicóloga                           | Rodolfo Santana                                          | Venezuela               | Sala Espacio GA80                                                                                         |
| 2000 - 2001 | Lo que dejó la tempestad                          | Teresa                              | César Rengifo                                            | Venezuela               | Teatro Municipal de Caracas Alfredo Sadel                                                                 |
| 2000 - 2001 | Extraño juguete                                   | Angélica                            | Susana Torres Molina                                     | Venezuela               | Sala Experimental Fundación Centro de Estudios Latinoamericanos Rómulo Gallegos                           |
| 1998        | La Boda                                           |                                     | Ibrahím Guerra                                           | Venezuela               | Sala Doris Wells Fundación Casa del Artista                                                               |
| 1995        | SONNY diferencias sobre Otelo, el moro de Venecia | Blanca                              | José Ignacio Cabrujas                                    | Venezuela               | Teatro El Paraíso                                                                                         |
| 1994        | La casa de Bernarda Alba                          | Magdalena                           | Federico García Lorca                                    | Venezuela               | Teatro El Paraíso                                                                                         |
| 1989        | Gaz                                               | Judía en Auschwitz                  | Las Troyanas (Eurípides) Versión Elia Schneider          | United States           | La MaMa Experimental Theatre Club. Off-Off-Broadway /New York City                                        |
| 1989        | Juegos de sociedad                                |                                     | Juan José Alonso Millán                                  | Venezuela               | Teatro La Comedia Parque Central Torre Oeste                                                              |
| 1988        | Baño de damas                                     |                                     | Rodolfo Santana                                          | Venezuela               | Sala Ana Julia Rojas                                                                                      |
| 1986        | Suicidio en Si Bemol                              | Laureen                             | Sam Shepard                                              | Venezuela               | Título original Suicide in B Flat                                                                         |
| 1985        | Acelgas con Champagne                             | Mónica                              | Roberto Romero                                           | Venezuela               | Teatro Rafael Guinand (Centro Plaza)                                                                      |

## Radio
Como locutora y productora radial:
- 2020-21: "Curarte en Salud" Ranking 100.7 FM. (325 Emisiones diarias) Caracas - Venezuela.
- 2011: "Aquí entre nos con Francis Romero y José Vieira" Clásicos 94.9 FM. Caracas - Venezuela.
- 2010: "SOS con Crisol Carabal y Francis Romero" Familia 94.9 FM. (133 Emisiones diarias) Caracas - Venezuela.[13]
- 2009: "SOS con Crisol Carabal y Francis Romero" Tierra Nueva 94.9 FM. (133 Emisiones diarias) Caracas - Venezuela.

Como actriz de radionovelas:
- 2006: "Días de baile" . Radio Gladys Palmera 96.6 FM. Barcelona - España.
- 1999: "Spectrum contra Spectrum y la Máscara Escarlata". Radio Rumbos 670 AM. Caracas - Venezuela.
- 1999: "La Princesa Rebelde". Radio Rumbos 670 AM. Caracas - Venezuela.
- 1999: "Enséñame a Quererte". Radio Rumbos 670 AM. Caracas - Venezuela.
- 1999: "Únicamente Tú". Radio Rumbos 670 AM. Caracas - Venezuela.
- 1999: "La Crónica del Misterio". Radio Rumbos 670 AM. Caracas - Venezuela.

## Animación
- Host interpretando el "Hada de la Navidad" en el encendido de esta festividad en los espacios del Centro Comercial San Ignacio. (3 de noviembre de 2023). Caracas - Venezuela.
- Host Lanzamiento Colección Luisa Glunm “Del marte Show”. Espacios “Coco Tea and Wine”, Piso 5 del C.C. Paseo El Hatillo. (15 de noviembre de 2019).
- Host “Premios Asociación Venezolana Críticos de Teatro AVENCRIT 2018”. TEATREX El Bosque. Caracas (28 de noviembre de 2018).
- Host Elección “Señorita Sucre 2017”. Teatro César Rengifo de Petare. Dirección de Cultura Alcaldía Sucre. Caracas (24 de febrero de 2017).
- Host 3.ª Edición “Premios MicroTeatro Venezuela Teatro para Adultos”. Espacios Urban Cuplé. Caracas (19 de agosto de 2016).
- Host “Premios Asociación Venezolana Críticos de Teatro AVENCRIT 2016”. Sala Juana Sujo Fundación Casa del Artista. Caracas (28 de junio de 2016).
- Host “Caracas Eco-Fashion Show”. Piso 5 del Centro Comercial Paseo El Hatillo. Caracas (23 de junio de 2013).
- Host “3er Festival de Cortometrajes ESCINETV 2009”. Sala José Félix Ribas - Complejo Cultural Teatro Teresa Carreño. (1 de agosto de 2009).

## Dirección y dramaturgia
Como Directora y escritora de Teatro:
- 2019 Dirección “Último Capítulo” de Miren Jalón. Teatro Santa Fe. Muestra de Teatro Breve, Academia CICA de Venezuela.
- 2019 Dirección y autoría “La Flor y Nata”. Teatro Santa Fe. Muestra de Teatro Breve. Academia CICA de Venezuela.
- 2019 Dirección y autoría “La Yeye”. Espacios Urban Cuplé, 20vma Edición de Microteatro Venezuela. Nominada al Premio del Público 15.ª Edición “Premios Micro Teatro Venezuela”.
- 2018 Dirección y autoría “Mambo Pa’ Gozá”. Espacios Urban Cuplé, 12.ª Edición Microteatro Venezuela. Nominada en 2 rubros 7.ª Edición “Premios Micro Teatro Venezuela” por Mejor Música Destacada – Mejor Maquillaje. Caracas.
- 2016 Dirección y autoría “Chanel en 5”. Espacios Urban Cuplé, 9.ª Edición Microteatro Venezuela. Nominada en 7 rubros 4.ª Edición “Premios Micro Teatro Venezuela” por Mejor Dirección – Mejor Dramaturgia – Mejor Música- Mejor Escenografía- Mejor Iluminación- Mejor Producción y Mejor Vestuario, obteniendo el galardón en los dos últimos rubros. Caracas
- 2013 Dirección “Crónicas Desquiciadas” de Indira Páez Sala Experimental. Ateneo de Caracas.
- 2013 Codirección “Clase abierta de Dirección Escénica con Actores en Proceso”. Muestra final del Taller Montaje de Dirección y Actuación Teatral dictado junto a Javier Vidal, en homenaje a los 40 años de su vida artística. Ateneo de Caracas
- 2008 Dirección Lectura Dramatizada de las piezas “El Juicio” y “El Premio” de Jaime Belardi. “CICLO DE LECTURAS DRAMATIZADAS DE TEATRO TESTIMONIAL LATINOAMERICANO”. Sala Experimental Fundación Centro de Estudios Latinoamericanos Rómulo Gallegos Caracas

## Premios y reconocimientos
- 2022: Mejor Actriz de Teatro 2020-2021. Academia Interamericana Gigantes Awards.  Caracas - Venezuela.[14]
- 2019 Nominada al Premio del Público Dirección “La Yeye”. 15.ª Edición “Premios Micro Teatro Venezuela”. Caracas - Venezuela
- 2018 Nominada por Música Destacada “Mambo Pa’ Gozá”. 7.ª Edición “Premios Micro Teatro Venezuela” Caracas - Venezuela
- 2016 Nominada por Mejor Dirección – Mejor Dramaturgia “Chanel en 5”. 4.ª Edición “Premios Micro Teatro Venezuela” Caracas - Venezuela
- 2009: Mejor Actriz de Reparto. Premio Municipal de Teatro. Caracas - Venezuela.[5]
- 2007: Mejor Actriz de Reparto. Premio Municipal de Teatro. Caracas - Venezuela.[4]